# Marschiertor
Das Marschiertor, bis ins 17. Jahrhundert auch Mies(ch)ierspforte oder später auch Berseter Tor oder Burtscheider Tor genannt, war das Südtor der äußeren Aachener Stadtmauer. Es gehört zu den mächtigsten noch erhaltenen Stadttoren Westeuropas. Sein Bau wurde um 1257 begonnen und wahrscheinlich kurz nach 1300 fertiggestellt. Mit dem Marschiermitteltor, auch Burtscheider Mitteltor genannt, besaß es ein Pendant im inneren Mauerring, der sogenannten Barbarossamauer, die insgesamt zehn Tore aufwies.

## Beschreibung

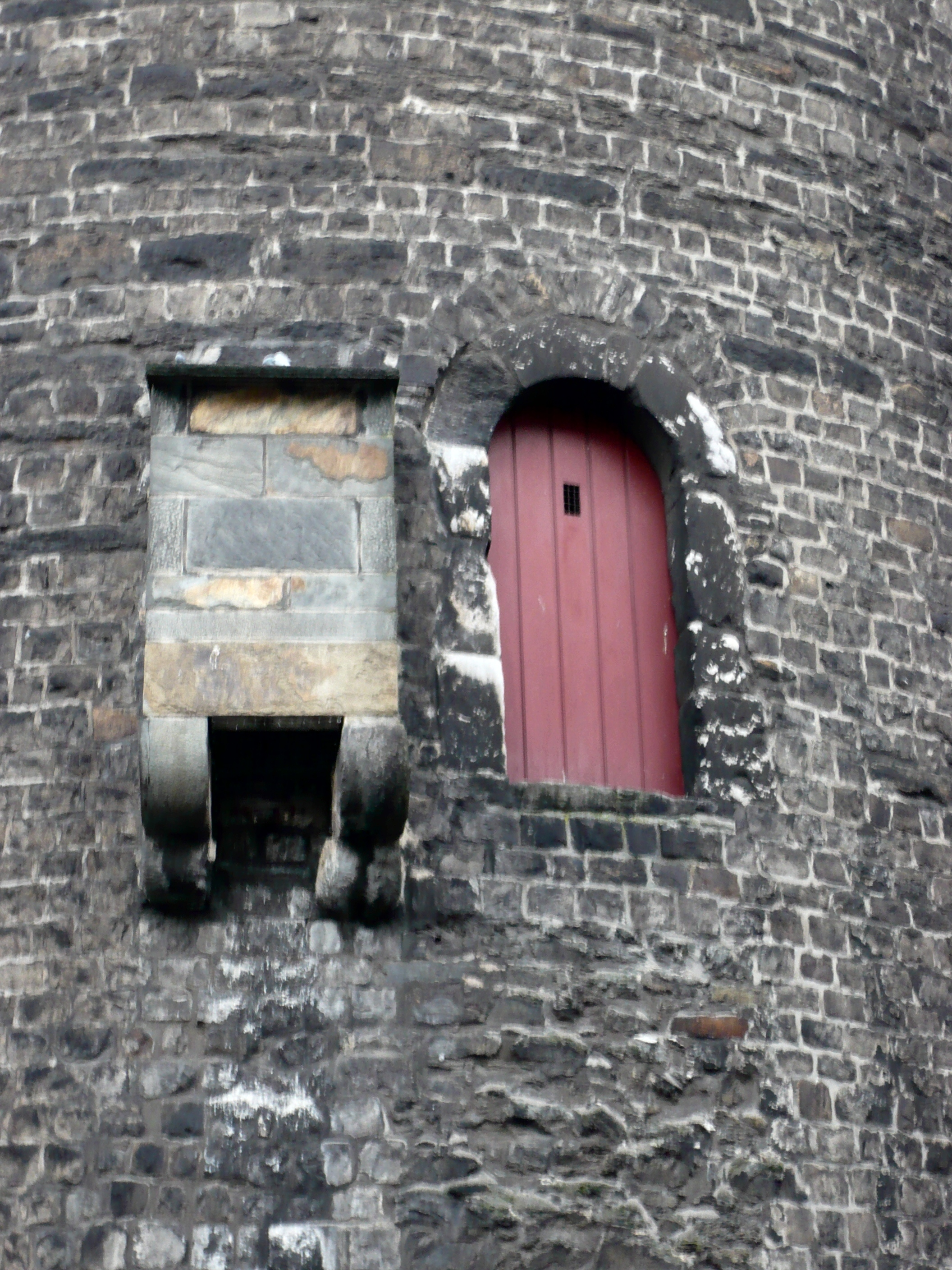
Aborterker an der Ostseite

Das Marschiertor ist als Doppelturm-Torburg erbaut. Die beiden Türme sind vier-, der Mittelbau fünfgeschossig. Türme und Mittelbau bilden quasi eine Einheit mit gemeinsamen spitzen Zeltdach. Das Tor ist insgesamt 23,8 Meter breit, seine Durchfahrtbreite beträgt 4,8 Meter. Das feldseitige Portal hat drei gestaffelte Portalbögen. Der äußere Rundbogen reicht bis auf eine Höhe von etwa 13 Metern in den zweiten Stock, der nächste mit Wehrplattform auf eine Höhe von etwa 8,5 Metern in das erste Geschoss. Das eigentliche spitzbogige Portal besitzt inklusive Gewölbe eine Höhe von fünf Metern.
Durch die beiden den vierkantigen Mittelbau flankierenden Rundtürme führen stadtseitig Wendeltreppen in den Waffensaal. Die Wachräume waren im Erdgeschoss der Türme, darunter die Verliese. Am Ostturm findet sich ein außenliegender Aborterker. Das Marschiertor hatte wie alle Aachener Stadttore – außer dem Junkerstor (Vaalser Tor) – im Südwesten ursprünglich ein Vortor, das dem heute noch erhaltenen Vortor des Ponttors ähnlich war. Es wurde im 17. Jahrhundert (wahrscheinlich kurz nach dem Stadtbrand) abgerissen, um modernerem Schanzwerk Platz zu machen. Ein Ausschnitt aus einem Gemälde von Johann Ferdinand Jansen zeigt das Tor im Jahr 1796 ohne Vortor.

## Geschichte

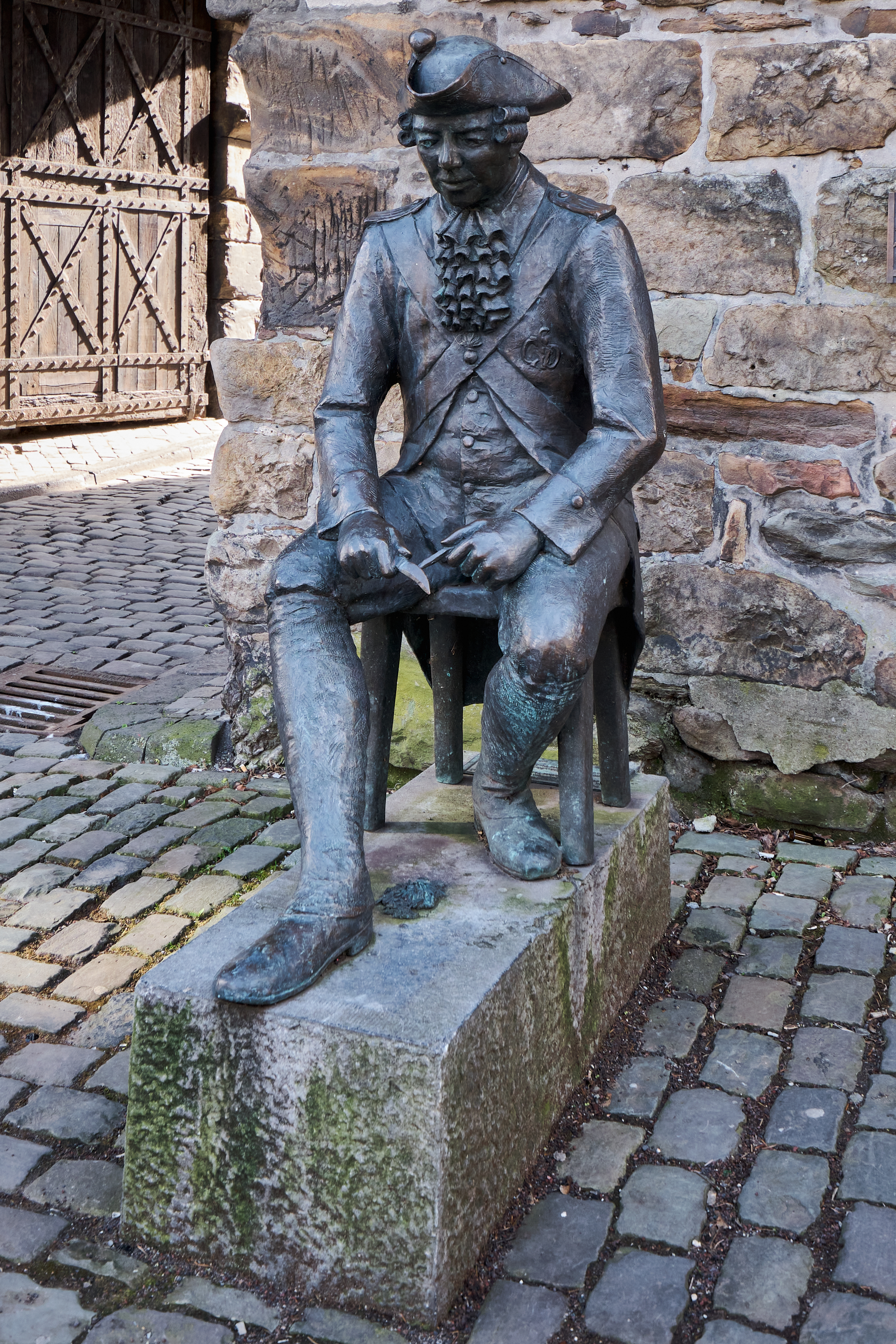
Die Bronzefigur eines Stadtsoldaten erinnert an seine Nebenbeschäftigung des Schnitzens.

Das Marschiertor gehörte, wie das andere heute noch erhaltene Tor, das Ponttor, zu den vier Haupttoren (Ponttor, Kölntor, Marschiertor und Jakobstor) des vom 14. bis zum 15. Jahrhundert errichteten zweiten Stadtbefestigungsrings Aachens, der sogenannten Gotische Mauer, als deren südlichster Punkt. Es steht am Ende der Franzstraße und am Anfang der ehemaligen Landstraße nach Burtscheid, die am Burtscheider Obertor (niedergelegt im August 1865) endet. Von „Burtscheid“ rühren auch die Namen Marschier, Mieschiers oder Berseter, die allesamt verschliffene Formen von Burtscheid, Porcetum (lateinischer Name Burtscheids) bzw. der Platt-Variante sind.
Das Marschiertor war Hauptwaffenplatz. Die ehemals elf Stadttore der damaligen Freien Reichsstadt Aachen wurden von den Freihen Reichsstädtischen Stadtsoldaten und Stadtmilizen bewacht. Im Volksmund wurden die Soldaten Pennsoldaten genannt, was von deren Nebenbeschäftigung, dem Schnitzen dünner Holzstifte (Penn) zur Schuhbesohlung, herrührte.
Über die Jahrhunderte erfuhr das Tor nicht nur Besetzungen und Belagerungen unterschiedlicher Soldatengruppen, sondern war auch zeitweise Rumpelkammer, Obdachlosenunterkunft, Jugendherberge und schließlich HJ-Heim. Im Zweiten Weltkrieg wurde das Marschiertor am 14. Juli 1943 durch Brandbomben erheblich beschädigt und zunächst nur provisorisch – ohne das charakteristische Steildach – wiederhergestellt. Erst im Jahr 1957 konnte mit der Rekonstruktion des Walmdaches begonnen werden, ermöglicht durch eine Spende der Aachener und Münchener Feuer-Versicherungsgesellschaft. Seit 1959 befindet sich das Marschiertor wieder in einem vollständig rekonstruierten Zustand – mit dem charakteristischen Walmdach.

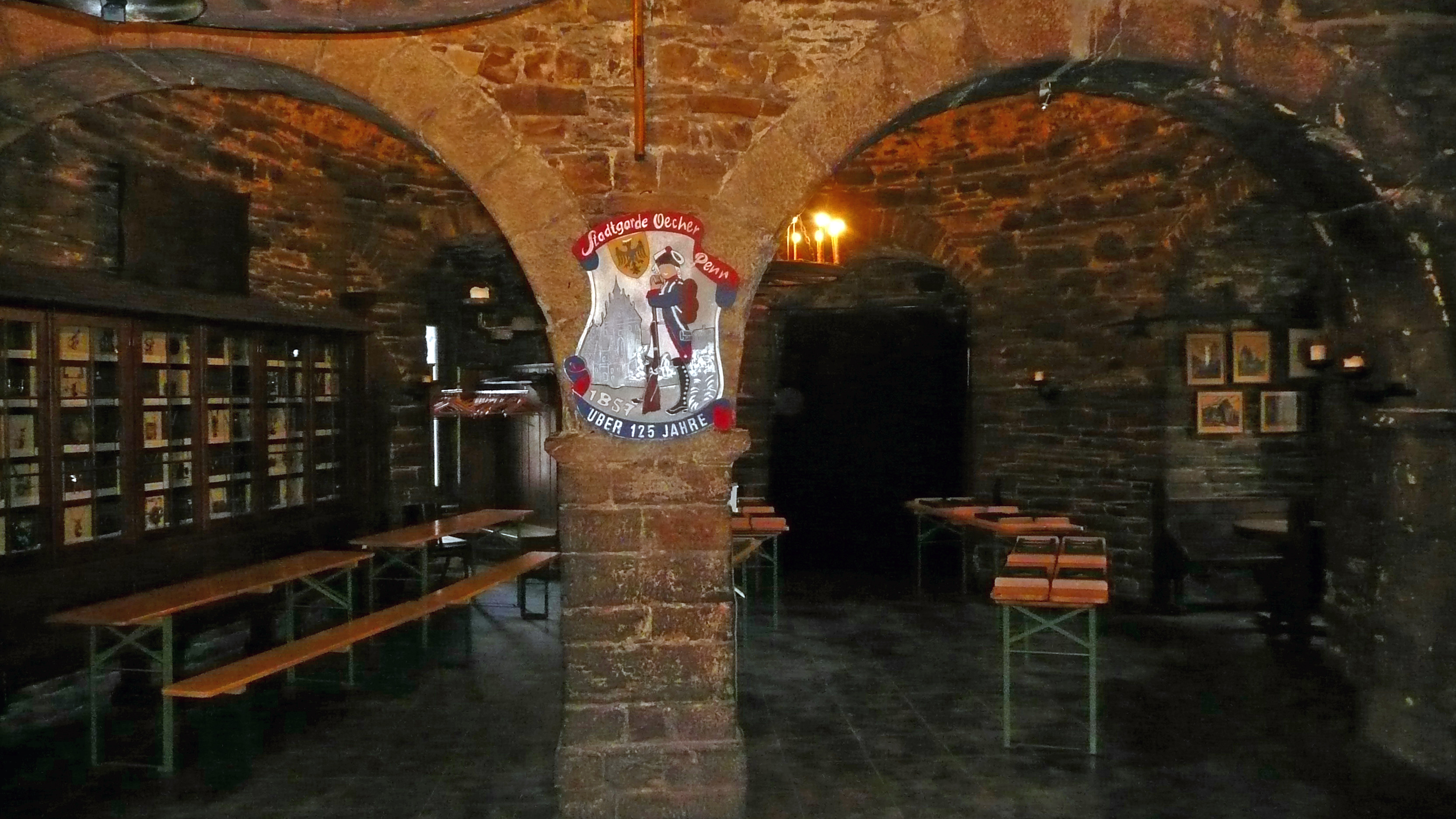
Festsaal im Marschiertor

1964 überließ die Stadt Aachen das Gebäude der Obhut der Karnevalsgesellschaft Stadtgarde „Oecher Penn von 1857 e. V.“, die es mit einem Einsatz von etwa 5000 Arbeitsstunden durch Vereinsmitglieder sowie mehr als einer halben Million Euro an finanziellem Aufwand durch Spenden wieder herrichteten und zu ihrem „Hauptquartier“ machten. Heute bietet der große Waffensaal Platz für 200 Gäste und einen historischen Rahmen für die Vereinsaktivitäten. Daneben finden sich im Tor auch Archivräume, das einstige Kommandanturzimmer, ein Weinkeller, der Schankraum und die Kleiderkammer.